# نهائي كأس الاتحاد الأوروبي للسيدات 2002
نهائي كأس الاتحاد الأوروبي للسيدات 2002 هي المباراة النهائية من منافسة كأس الاتحاد الأوروبي للسيدات 2001–02، أقيمت المباراة في 23 مايو 2002، في كومرتسبانك أرينا، بين فريقي إف إف سي فرانكفورت، وUmeå IK ‏، وفاز فيها إف إف سي فرانكفورت، بعد أن هزم Umeå IK ‏، بنتيجة 2 - 0، وكان حكم المباراة Katriina Elovirta ‏، وحضر المباراة 12106 شخصاً.

## تفاصيل المباراة
لعبت المباراة النهائية في 23 مايو 2002.
| إف إف سي فرانكفورت                               | 2 -0 | Umeå IK ‏ |
| ------------------------------------------------ | ---- | -------- |
| شتيفاني جونز 68 دقيقة' · بريجيت برينتس 90 دقيقة' |      |          |